# Boku wa boku o suki ni naru
Boku wa boku o suki ni naru (jap. 僕は僕を好きになる) – dwudziesty szósty singel japońskiego zespołu Nogizaka46, wydany w Japonii 27 stycznia 2021 roku przez N46Div..
Singel został wydany w pięciu edycjach: regularnej (CD) i czterech limitowanych CD+Blu-ray (Type-A, Type-B, Type-C, Type-D). Osiągnął 1 pozycję w rankingu Oricon i pozostał na liście przez 51 tygodni. Zdobył status potrójnej platyny.

## Lista utworów
Wszystkie utwory zostały napisane przez Yasushiego Akimoto.

### Type-A
| CD | CD                                                                       | CD                 | CD                                    | CD      |
| Nr | Tytuł utworu                                                             | Kompozycja         | Aranżacja                             | Długość |
| -- | ------------------------------------------------------------------------ | ------------------ | ------------------------------------- | ------- |
| 1. | „Boku wa boku o suki ni naru” (jap. 僕は僕を好きになる)                  | Katsuhiko Sugiyama | Katsuhiko Sugiyama, Tsuyoshi Ishihara | 4:51    |
| 2. | „Ashita ga aru riyū” (jap. 明日がある理由)                               | YU-JIN             | YU-JIN                                | 5:11    |
| 3. | „Wilderness world”                                                       | youth case         | youth case, Hiroshi Kido              | 4:14    |
| 4. | „Boku wa boku o suki ni naru” (jap. 僕は僕を好きになる) (off vocal ver.) | Katsuhiko Sugiyama | Katsuhiko Sugiyama, Tsuyoshi Ishihara | 4:51    |
| 5. | „Ashita ga aru riyū” (jap. 明日がある理由) (off vocal ver.)              | YU-JIN             | YU-JIN                                | 5:11    |
| 6. | „Wilderness world” (off vocal ver.)                                      | youth case         | youth case, Hiroshi Kido              | 4:14    |

| Blu-ray | Blu-ray                                                                                    | Blu-ray |
| Nr      | Tytuł utworu                                                                               | Długość |
| ------- | ------------------------------------------------------------------------------------------ | ------- |
| 1.      | „Boku wa boku o suki ni naru” (jap. 僕は僕を好きになる) (Music Video)                      | 5:16    |
| 2.      | „Wilderness world” (Music Video)                                                           | 5:22    |
| 3.      | „Seimiya Rei: REIPEN” (jap. 清宮レイ：REIPEN)                                              | 5:35    |
| 4.      | „Tsutsui Ayame: Seishun no tensai” (jap. 筒井あやめ：青春の天才)                           | 6:57    |
| 5.      | „Yakubo Mio: Mio Yakubo's Morning Routine” (jap. 矢久保美緒：Mio Yakubo's Morning Routine) | 7:07    |
| 6.      | „Yumiki Nao: Nao, shippaide wa arimasen.” (jap. 弓木奈於：なお、失敗ではありません。)      | 7:10    |

### Type-B
| CD | CD                                                                       | CD                 | CD                                    | CD      |
| Nr | Tytuł utworu                                                             | Kompozycja         | Aranżacja                             | Długość |
| -- | ------------------------------------------------------------------------ | ------------------ | ------------------------------------- | ------- |
| 1. | „Boku wa boku o suki ni naru” (jap. 僕は僕を好きになる)                  | Katsuhiko Sugiyama | Katsuhiko Sugiyama, Tsuyoshi Ishihara | 4:51    |
| 2. | „Ashita ga aru riyū” (jap. 明日がある理由)                               | YU-JIN             | YU-JIN                                | 5:11    |
| 3. | „Kuchi hodo ni mo nai KISS” (jap. 口ほどにもないKISS)                    | Daisuke Nakamura   | Daisuke Nakamura                      | 3:41    |
| 4. | „Boku wa boku o suki ni naru” (jap. 僕は僕を好きになる) (off vocal ver.) | Katsuhiko Sugiyama | Katsuhiko Sugiyama, Tsuyoshi Ishihara | 4:51    |
| 5. | „Ashita ga aru riyū” (jap. 明日がある理由) (off vocal ver.)              | YU-JIN             | YU-JIN                                | 5:11    |
| 6. | „Kuchi hodo ni mo nai KISS” (jap. 口ほどにもないKISS) (off vocal ver.)   | Daisuke Nakamura   | Daisuke Nakamura                      | 3:41    |

| Blu-ray | Blu-ray                                                               | Blu-ray |
| Nr      | Tytuł utworu                                                          | Długość |
| ------- | --------------------------------------------------------------------- | ------- |
| 1.      | „Boku wa boku o suki ni naru” (jap. 僕は僕を好きになる) (Music Video) | 5:16    |
| 2.      | „Kuchi hodo ni mo nai KISS” (jap. 口ほどにもないKISS) (Music Video)   | 5:41    |
| 3.      | „Yoshiki Haruka: Gekikara no tensai” (jap. 賀喜遥香：激辛の天才)      | 6:34    |
| 4.      | „Kitagawa Yūri: Rational Girl” (jap. 北川悠理：ラショナルガール)      | 6:24    |
| 5.      | „Kuromi Sayaka: Tensai nante,” (jap. 黒見明香：天才なんて、)          | 5:52    |
| 6.      | „Matsuo Miyu: Hakana-sa no sekai” (jap. 松尾美佑：儚さの世界)         | 5:19    |

### Type-C
| CD | CD                                                                       | CD                 | CD                                    | CD      |
| Nr | Tytuł utworu                                                             | Kompozycja         | Aranżacja                             | Długość |
| -- | ------------------------------------------------------------------------ | ------------------ | ------------------------------------- | ------- |
| 1. | „Boku wa boku o suki ni naru” (jap. 僕は僕を好きになる)                  | Katsuhiko Sugiyama | Katsuhiko Sugiyama, Tsuyoshi Ishihara | 4:51    |
| 2. | „Ashita ga aru riyū” (jap. 明日がある理由)                               | YU-JIN             | YU-JIN                                | 5:11    |
| 3. | „Tsumetai mizu no naka” (jap. 冷たい水の中) (wyk. Miona Hori)            | Hirō Yamaguchi     | Hirō Yamaguchi                        | 5:19    |
| 4. | „Boku wa boku o suki ni naru” (jap. 僕は僕を好きになる) (off vocal ver.) | Katsuhiko Sugiyama | Katsuhiko Sugiyama, Tsuyoshi Ishihara | 4:51    |
| 5. | „Ashita ga aru riyū” (jap. 明日がある理由) (off vocal ver.)              | YU-JIN             | YU-JIN                                | 5:11    |
| 6. | „Tsumetai mizu no naka” (jap. 冷たい水の中) (off vocal ver.)             | Hirō Yamaguchi     | Hirō Yamaguchi                        | 5:19    |

| Blu-ray | Blu-ray                                                                            | Blu-ray |
| Nr      | Tytuł utworu                                                                       | Długość |
| ------- | ---------------------------------------------------------------------------------- | ------- |
| 1.      | „Boku wa boku o suki ni naru” (jap. 僕は僕を好きになる) (Music Video)              | 5:16    |
| 2.      | „Tsumetai mizu no naka” (jap. 冷たい水の中) (Music Video)                          | 7:55    |
| 3.      | „Endō Sakura: Iya, maji tensai” (jap. 遠藤さくら：いや、マジ天才！)                | 7:08    |
| 4.      | „Shibata Yūna: POSING QUEEN” (jap. 柴田柚菜：POSING QUEEN)                         | 5:09    |
| 5.      | „Hayakawa Seira: Akantare Two sissies” (jap. 早川聖来：あかんたれ Two sissies)     | 7:06    |
| 6.      | „Hayashi Runa: Hatsubai enki (Kari) (Hayashi)” (jap. 林瑠奈：発売延期（仮）（林）) | 6:49    |

### Type-D
| CD | CD                                                                       | CD                 | CD                                    | CD      |
| Nr | Tytuł utworu                                                             | Kompozycja         | Aranżacja                             | Długość |
| -- | ------------------------------------------------------------------------ | ------------------ | ------------------------------------- | ------- |
| 1. | „Boku wa boku o suki ni naru” (jap. 僕は僕を好きになる)                  | Katsuhiko Sugiyama | Katsuhiko Sugiyama, Tsuyoshi Ishihara | 4:51    |
| 2. | „Ashita ga aru riyū” (jap. 明日がある理由)                               | YU-JIN             | YU-JIN                                | 5:11    |
| 3. | „Out of the blue”                                                        | youth case         | Tomoki Ishizuka                       | 4:32    |
| 4. | „Boku wa boku o suki ni naru” (jap. 僕は僕を好きになる) (off vocal ver.) | Katsuhiko Sugiyama | Katsuhiko Sugiyama, Tsuyoshi Ishihara | 4:51    |
| 5. | „Ashita ga aru riyū” (jap. 明日がある理由) (off vocal ver.)              | YU-JIN             | YU-JIN                                | 5:11    |
| 6. | „Out of the blue” (off vocal ver.)                                       | youth case         | Tomoki Ishizuka                       | 4:32    |

| Blu-ray | Blu-ray                                                                            | Blu-ray |
| Nr      | Tytuł utworu                                                                       | Długość |
| ------- | ---------------------------------------------------------------------------------- | ------- |
| 1.      | „Boku wa boku o suki ni naru” (jap. 僕は僕を好きになる) (Music Video)              | 5:16    |
| 2.      | „Out of the blue” (Music Video)                                                    | 6:44    |
| 3.      | „Kakehashi Sayaka: KICK THE CRAFTY” (jap. 掛橋沙耶香：KICK THE CRAFTY)             | 7:03    |
| 4.      | „Kanagawa Saya: Mina tensaida Carnival!” (jap. 金川紗耶：みな天才だカーニバル！)   | 6:46    |
| 5.      | „Satō Rika: HACKER GIRL” (jap. 佐藤璃果：HACKER GIRL)                              | 7:06    |
| 6.      | „Tamura Mayu: Watashi no tensai tte nani?” (jap. 田村真佑：ワタシの天才ってなに？) | 5:32    |

### Edycja regularna
| CD | CD                                                                       | CD                 | CD                                    | CD      |
| Nr | Tytuł utworu                                                             | Kompozycja         | Aranżacja                             | Długość |
| -- | ------------------------------------------------------------------------ | ------------------ | ------------------------------------- | ------- |
| 1. | „Boku wa boku o suki ni naru” (jap. 僕は僕を好きになる)                  | Katsuhiko Sugiyama | Katsuhiko Sugiyama, Tsuyoshi Ishihara | 4:51    |
| 2. | „Ashita ga aru riyū” (jap. 明日がある理由)                               | YU-JIN             | YU-JIN                                | 5:11    |
| 3. | „Yūjō Pierce” (jap. 友情ピアス)                                          | Michio Kawano      | Michio Kawano                         | 3:33    |
| 4. | „Out of the blue”                                                        | youth case         | Tomoki Ishizuka                       | 4:32    |
| 5. | „Boku wa boku o suki ni naru” (jap. 僕は僕を好きになる) (off vocal ver.) | Katsuhiko Sugiyama | Katsuhiko Sugiyama, Tsuyoshi Ishihara | 4:51    |
| 6. | „Ashita ga aru riyū” (jap. 明日がある理由) (off vocal ver.)              | YU-JIN             | YU-JIN                                | 5:11    |
| 7. | „Yūjō Pierce” (jap. 友情ピアス) (off vocal ver.)                         | Michio Kawano      | Michio Kawano                         | 3:33    |

## Skład zespołu
| „Boku wa boku o suki ni naru” |
| --- |
| - 1. gen.: Akimoto Manatsu, Ikuta Erika, Asuka Saitō, Kazumi Takayama, Minami Hoshino, Sayuri Matsumura - 2. gen.: Mai Shinuchi, Miona Hori - 3. gen.: Renka Iwamoto, Minami Umezawa, Momoko Ōzono, Shiori Kubo, Yamashita Mizuki (środek), Yūki Yoda - 4. gen.: Sakura Endō, Haruka Kaki, Rei Seimiya, Mayu Tamura, Ayame Tsutsui |

| „Ashita ga aru riyū” |
| --- |
| - 1. gen.: Akimoto Manatsu, Ikuta Erika, Asuka Saitō, Kazumi Takayama, Minami Hoshino, Sayuri Matsumura - 2. gen.: Hinako Kitano, Mai Shinuchi, Miona Hori - 3. gen.: Renka Iwamoto (środek), Minami Umezawa, Momoko Ōzono, Shiori Kubo, Yamashita Mizuki, Yūki Yoda - 4. gen.: Sakura Endō, Haruka Kaki, Ayame Tsutsui |

| „Wilderness world” |
| --- |
| - 1. gen.: Akimoto Manatsu, Ikuta Erika, Asuka Saitō, Kazumi Takayama, Minami Hoshino, Sayuri Matsumura - 2. gen.: Mai Shinuchi, Miona Hori - 3. gen.: Renka Iwamoto, Minami Umezawa, Momoko Ōzono, Shiori Kubo, Yamashita Mizuki (środek), Yūki Yoda - 4. gen.: Sakura Endō, Haruka Kaki, Rei Seimiya, Mayu Tamura, Ayame Tsutsui |

| „Kuchi hodo ni mo nai KISS” |
| --- |
| - 1. gen.: Hina Higuchi, Maaya Wada - 2. gen.: Junna Itō, Hinako Kitano, Ayane Suzuki, Ranze Terada, Rena Yamazaki, Miria Watanabe - 3. gen.: Riria Itō, Tamami Sakaguchi, Kaede Satō, Reno Nakamura, Hazuki Mukai, Ayano Christie Yoshida |

| „Out of the blue” |
| --- |
| Piosenka została wykonana przez wszystkie członkinie z 4. generacji w momencie wydania: - 4. gen.: Sakura Endō, Haruka Kaki, Sayaka Kakehashi, Saya Kanagawa, Yuri Kitagawa, Haruka Kuromi, Rika Satō, Yuna Shibata, Rei Seimiya, Mayu Tamura, Ayame Tsutsui, Seira Hayakawa (środek), Runa Hayashi, Miyu Matsuo, Mio Yakubo, Nao Yumiki |

| „Yūjō Pierce”                                  |
| ---------------------------------------------- |
| - 3. gen.: Momoko Ōzono - 4. gen.: Sakura Endō |

## Notowania
| Lista                             | Pozycja |
| --------------------------------- | ------- |
| Oricon Weekly Singles Chart       | 1       |
| Oricon Yearly Singles Chart       | 5       |
| Billboard Japan Hot 100           | 1       |
| Billboard Japan Hot Singles Sales | 1       |

## Sprzedaż
| Dane wg         | Sprzedaż |
| --------------- | -------- |
| Oricon          | 718 683  |
| Billboard Japan | 826 774+ |